# 錫達派恩斯公園 (加利福尼亞州)
錫達派恩斯公園（英語：Cedarpines Park）是位於美國加利福尼亞州聖貝納迪諾縣的一個非建制地區。該地的面積和人口皆未知。

## 地理
錫達派恩斯公園的座標為34°15′00″N 117°19′33″W / 34.25000°N 117.32583°W，而該地的平均海拔高度為1433米（即4734英尺）。